# Серхіо Мартінес Бальєстерос
Серхіо Мартінес Бальєстерос (ісп. Sergio Martínez Ballesteros, нар. 4 вересня 1975, Бурджасот) — іспанський футболіст, що грав на позиції центрального захисника за низку іспанських клубних команд, а також за молодіжну збірну Іспанії.

## Клубна кар'єра
Народився 4 вересня 1975 року в Бурджасоті. Вихованець футбольної школи клубу «Леванте». Дорослу футбольну кар'єру розпочав 1994 року в основній команді того ж клубу, в якій провів два сезони, граючи на рівні Сегунди Б, третього іспанського дивізіону. 
1996 року перейшов до вищолігового «Тенерифе», де швидко став гравцем основного складу, утім не зумів допомогти команді 1999 року втриматися в елітному іспанському дивізіоні. Провівши за «Тенерифе» один сезон в Сегунді, 2000 року повернувся до Ла-Ліги, приєднавшись за 2 мільйони євро до «Райо Вальєкано».
Після досить успіщшного сезону 2000/01 в останній команді перейшов до «Вільярреала», який сплатив за перехід захисника понад 4 мільйони євро. Провівши три повні сезони у цій команді, невдовзі після старту сезону 2004/05 знову змінив клуб і продовжив виступи вже у складі «Мальорки», також представника елітного дивізіону.
Влітку 2008 року досвідчений гравець повернувся до рідного на той час друголігового «Леванте», де став не лише лідером захисту, але й капітаном команди. За два роки допоміг команди пробитися до Ла-Ліги, де й продовжував виступи до завершення кар'єри у 2013.

## Виступи за збірні
Протягом 1996–1998 років залучався до складу молодіжної збірної Іспанії. На молодіжному рівні зіграв у 16 офіційних матчах, забив 1 гол. У складі іспанської молодіжки був учасником переможного для неї молодіжного Євро-1998.

## Титули і досягнення
- Чемпіон Європи (U-21) (1):

Іспанія U-21: 1998
- Володар Кубка Інтертото (2):

«Вільярреал»: 2003, 2004